# Ал'Арђине (Ферара)
Ал'Арђине (итал. All'Argine) је насеље у Италији у округу Ферара, региону Емилија-Ромања.
Према процени из 2011. у насељу је живело 35 становника. Насеље се налази на надморској висини од 4 м.